# ناحیه پتون، شهرستان فورد، ایلینوی
ناحیه پتون (به انگلیسی: Patton Township) یک منطقهٔ مسکونی در ایالات متحده آمریکا است که در شهرستان فورد، ایلینوی واقع شده‌است. ناحیه پتون ۲۳۲ متر بالاتر از سطح دریا واقع شده‌است.